# プータロー
プータローは、就労可能な年齢等にありながら無職である者の俗称である。「プー」などとも略す。「プー太郎」と表記されることもある。
誤解されやすいが、非正規雇用の就労者は、プータローには当てはまらない。「ニート」とも混同されやすいが、ニートは「教育を受けておらず就労もしていない、年齢15歳 - 34歳の者」と定義されているため、プータローと必ずしもイコールとはいえない。
通常は蔑称であるため、新聞、テレビ等のマスコミで使われることはほぼない。例外に1998年の10月 - 12月に放送されたテレビドラマ『PU-PU-PU-』ではセリフでも言っており、プータローの若者をテーマにしたドラマである。

## 語源
プータロー（風太郎）は元々戦後における横浜の日雇い労働者の沖仲仕や陸仲仕を指していた。田中清玄の証言によれば元々野毛の緑橋（現桜木町駅近く）には仕事を求める風来坊（通称「緑橋の立ちん坊」）がおり、それが雇われて「風太郎」になったとされる。
例えば生島治郎は学生時代（1950年代）に経験した沖仲仕について「この人夫がいわゆるプー太郎というヤツで、横浜のドヤ街にいくらもごろごろしていた。プー太郎はニコヨンとも言い、これは当時の日給が二百四十円だったことからきている。／手配師が集めてきたプー太郎を会社が日給制でやとうのだが、手配師は会社から払われた日当（デズラと言ったが）のピンをはね、プー太郎には二百四十円だけ払う」と記述している。

## その他
- 岩手県八幡平市にあるプータロ村は、プータローの村ではなく、フィンランド語で「木の家」という意味である。
- 作家の山田風太郎の筆名の由来がプータローから来ているとする俗説があるが、真相は山田がかつて使っていた「風」という1文字の筆名に由来しており、一時は「かぜたろう」と読ませていた事実も見つかっているため、この俗説は誤りである。